# Ню Кий
Ню Кѝй (на английски: New Quay; на уелски: Ceinewydd, Кейнѐуид) е град в Югозападен Уелс, графство Керъдигиън. Разположен е в залива Кардиган Бей на Ирландско море на около 120 km на северозапад от столицата Кардиф. На около 7 km на изток от Ню Кий по крайбрежието се намира главният административен център на графството Аберайрон. Има малко пристанище. Морски курорт. Населението му е 1085 жители според данни от преброяването през 2001 г.